# EU Jet

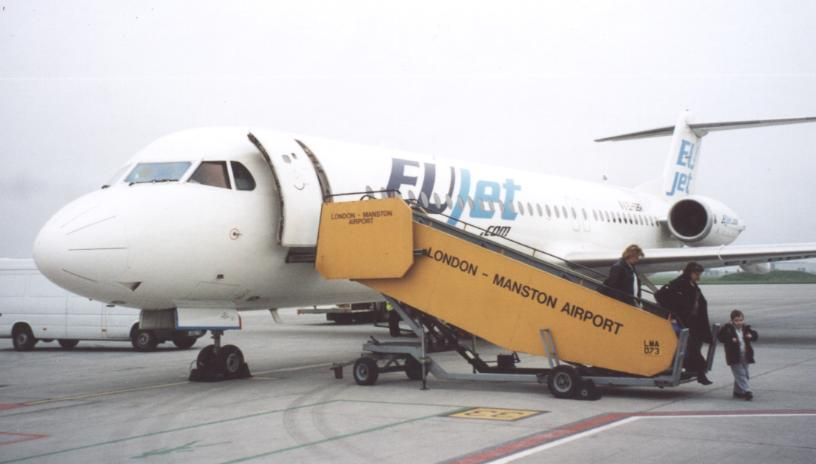
Fokker 100 d'EU Jet en 2005

EU Jet est une compagnie aérienne irlandaise à bas coûts.
Plates-formes de correspondance principales : la région du Kent et Shannon.